# 普通車 (鉄道車両)

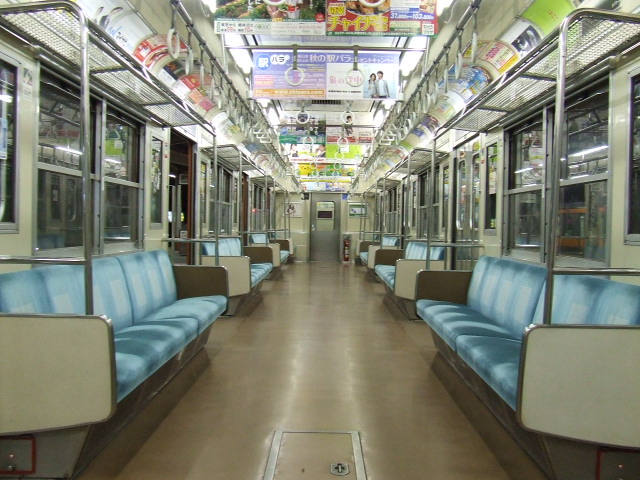
日本国有鉄道における一般的な普通車の車内（通勤形車両）

普通車（ふつうしゃ）は、日本の鉄道における鉄道車両・設備の呼称で、JRの旅客用の車両のうち、基本となる設備（座席・椅子）を備える車両をいう。
日本国有鉄道（国鉄）が、1969年（昭和44年）5月10日に従来の等級制による運賃制度を廃止し、モノクラス制を導入した際に導入された概念で、乗車券を発行する際の運賃計算上基礎となる設備である。

## 概要
元々、運賃計算の基礎としては、最下級の運賃の単価である「賃率」を用いるが、その賃率の基礎となっていた1960年（昭和35年）6月1日以前の三等級制時の三等車（さんとうしゃ、英語名:Third Class Car）、二等級制時（1960年 - 1969年）の二等車の後身である。
国鉄・JRの運賃制度はモノクラス制であるため、座席を指定する場合・列車指定を行う場合等座席を確保するためのサービスや、普通列車よりも速達サービスである新幹線・特別急行列車、急行列車の利用にはそれぞれ別途の料金が付加される。これら対価を伴う座席の場合、「特別席（グリーン車）ないしは寝台とされていない座席」であっても、普通列車や座席・列車を指定しない場合のそれと異なる場合がある。これら、サービスについての座席の変化については、鉄道車両の座席・車両区分の変遷も参照されたい。
現在は塗装規程の改定により廃止されているが、三等級制時の三等車においては、赤色の帯と三等車を表すローマ数字による記号「III」を側面窓下に標記して区別していた。1940年（昭和15年）2月（電車は昭和4年度から）には、塗料節約のため赤色の帯は廃止したものの、「III」の標記は1960年に二等級制になるまで続いた。また、切符の色にも同様な区別がなされ、三等車・三等乗車券を指す言葉として「赤切符」という俗語もあった。
こうした経緯から、国鉄→JRでは普通車を表す等級記号として1960年以前の三等級制時の三等車を表す「ハ」が用いられている。なお、優等車両を保有しない、つまり、普通車以外の存在がない私鉄においても、車両の形式記号として「ハ」を冠する例がある。等級制運賃を用いる鉄道会社は日本には現存せず、多分に慣習的なものが強いと考えられる。新幹線では、東海道新幹線開業時に十の位を「2」と定め、その後、E1系・E4系の「5」、N700系の「8」、N700Sの「4」が定められている。